# Whiskey irlandès

Tres de les quatre destil·leries d'Irlanda.

El Whisky irlandès (Irish whiskey) (en gaèlic: Fuisce o Uisce beatha) és el whisky fet a Irlanda. La paraula 'whisky' (o whisky) prové de l'irlandès uisce beatha, que significa aigua de vida. N'hi ha diversos tipus: Single Malt, Single Grain, Pure Pot Still i Blended Whiskey.
La majoria del whisky irlandès es destil·la tres vegades mentre que l'escocès a part del Auchentoshan, es destil·la dues vegades. La torba es fa servir rarament en el procés de maltejat, per tant el Whisky irlandès és més suau oposadament al gust de fum d'alguns escocesos. Però hi ha excepcions a aquestes regles en els dos països.